# Buprestis novemmaculata
Buprestis novemmaculata es una especie de escarabajo del género Buprestis, familia Buprestidae. Fue descrita científicamente por Linnaeus en 1767.

## Distribución geográfica
Habita en el Neotrópico, Indomalaya y Paleártico.